# Hệ thống Quốc lộ Hoa Kỳ
Hệ thống Quốc lộ Hoa Kỳ (tiếng Anh: National Highway System hay viết tắt là NHS) là một hệ thống xa lộ chiến lược bên trong Hoa Kỳ. Hệ thống này gồm có Hệ thống Xa lộ Liên tiểu bang và các xa lộ khác phục vụ các phi cảng, bến cảng, ga đường sắt, ga xe tải, trạm đường sắt, trạm dẫn dầu và những cơ sở tiện ích giao thông chiến lược khác.
Từng tiểu bang được khuyến khích tập trung tiền tài trợ của liên bang để cải tiến sự hữu hiện và an toàn của hệ thống. Hệ thống này chiếm đến 4% tổng số đường bộ trên toàn Hoa Kỳ nhưng đảm nhận 40% giao thông đường bộ nói chung và 75% lượng giao thông bằng xe tải hạng nặng. Khoảng 90% dân số người Mỹ sống trong khoảng cách 5 dặm (8,0 km) từ một con lộ thuộc hệ thống quốc lộ Hoa Kỳ. Những con lộ trong hệ thống này được Bộ Giao thông Hoa Kỳ lập ra với sự hợp tác của các tiểu bang, giới chức địa phương cũng như các tổ chức quy hoạch vùng đô thị và được Quốc hội Hoa Kỳ chấp thuận vào năm 1995.

## Các luật
Đạo luật Hữu hiệu Giao thông Đường bộ Liên ngành (Intermodal Surface Transportation Efficiency Act) năm 1991 cho rằng một số đường lộ chính yếu, thí dụ như Hệ thống Xa lộ Liên tiểu bang nên được đưa vào trong hệ thống quốc lộ.
Đạo luật Ấn định Hệ thống Quốc lộ 1995 là một đạo luật của Quốc hội Hoa Kỳ được tổng thống Bill Clinton ký thành luật ngày 28 tháng 11 năm 1995. Luật này ấn định khoảng 160,955 dặm (259,032 km) đường lộ trong đó có Hệ thống Xa lộ Liên tiểu bang thành Hệ thống Quốc lộ Hoa Kỳ.
Ngoài việc đặt ra hệ thống, đạo luật này còn phục vụ một số mục đích khác nữa trong đó có việc phục hồi $5,4 tỉ đô la tiền quỹ dành cho các bộ đặc trách xa lộ của các tiểu bang, cho phép Quốc hội Hoa Kỳ quyền lực ưu tiên hóa các dự án về hệ thống xa lộ, hủy bỏ tất cả sự kiểm soát về mức giới hạn tốc độ do liên bang ấn định và cấm sử dụng tiền quỹ xây xa lộ do liên bang tài trợ để sửa đổi hay mua các biển chỉ dẫn mới có ghi đơn vị bằng hệ thống đo lường metric.
Đạo luật cũng lập ra một chương trình thí điểm về Ngân hàng Hạ tầng cơ sở Tiểu bang. Mười tiểu bang đã được chọn vào năm 1996 cho phương pháp mới này để tài trợ xây dựng xa lộ. Các ngân hàng này sẽ cho vay tiền như các ngân hàng thông thường với tiền quỹ đến từ chính phủ liên bang hay tư nhân. Sau đó chúng sẽ được trả lại qua việc thu phí các xa lộ thu phí hay tiền thuế. Năm 1997, thêm 28 tiểu bang nữa muốn tham dự chương trình này. Tiểu bang New York là tiểu bang đầu tiên sử dụng ngân hàng hạ tầng cơ sở tiểu bang để xây đường. Tiện ích của phương pháp này là hoàn thành các dự án nhanh hơn. Tuy nhiên các luật lệ tiểu bang và sự thiếu vắng các dự án thích hợp là những vấn đề tiềm ẩn đối với chương trình này.

## Tổng thể

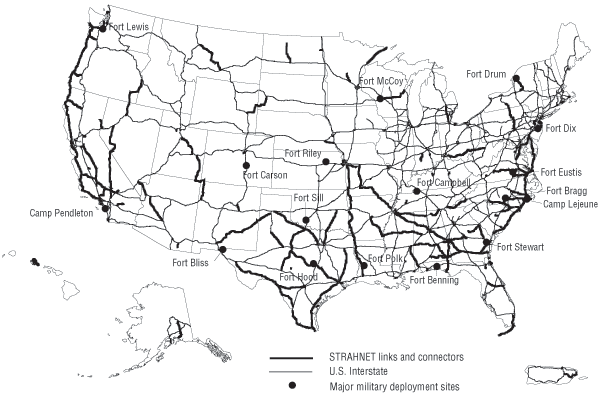
Bản đồ Hệ thống Xa lộ Chiến lược, một thành phần trong Hệ thống Quốc lộ Hoa Kỳ.

Hệ thống Quốc lộ Hoa Kỳ dài 160.000 dặm (260.000 km) gồm có các xa lộ thuộc một trong số những hệ thống xa lộ sau đây:
- Hệ thống Xa lộ Liên tiểu bang
- Hệ thống Xa lộ Chiến lược (STRAHNET) quan trọng đối chính sách quốc phòng chiến lược của Hoa Kỳ trong đó có các trục lộ nối từ các căn cứ quân sự chính và hệ thống xa lộ chiến lược này.
- Các đường lộ dẫn đến 207  phi trường, 198 bến cảng, 190 nhà ga đường sắt hay ga xe tải, 67 trạm xe lửa thuộc hệ thống Amtrak, 58  trạm dẫn dầu cũng như 82 nhà ga xe buýt liên thành phố, 307 trạm chuyển tiếp công cộng, 37 bến phà và 20 nhà ga vận chuyển hành khách các loại[5]

Hệ thống này bao gồm 4% đường lộ quốc gia nhưng đảm nhận đến 40% tổng số giao thông đường bộ, 75% lượng vận tải bằng xe tải hạng nặng, và 90% lượng vận chuyển khách du lịch. Tất cả các khu đô thị có dân số trên 50.000 và khoảng 90% dân số người Mỹ sống trong khoảng 5 dặm (8,0 km) của hệ thống. Đây là hệ thống xa lộ dài nhất trên thế giới.